# Las dos doncellas
Las dos doncellas (deutsch Die beiden Mädchen oder Die beiden Jungfrauen; im Original auch Historia de las dos doncellas disfrazadas) ist eine Novelle von Miguel de Cervantes. Die Novelle erschien 1613 in Madrid als Teil der Novelas ejemplares.

## Kurzbeschreibung
Zwei andalusische Mädchen verfolgen in Männerkleidung einen Schwerenöter namens Marco Antonio. Dem einen Mädchen, Leocadia, hat er die Ehe versprochen, sie aber vor der Liebesnacht sitzen gelassen. Dem anderen Mädchen, Teodosia, hat er ebenfalls die Ehe versprochen und in der Liebesnacht die Unschuld geraubt. Teodosia wird durch ihren Bruder Rafael unterstützt, mit dem sie während der Verfolgung zufällig ein Herbergszimmer teilte. In Barcelona stellen die drei Verfolger Marco Antonio, der wegen einer schweren Verletzung ans Bett gefesselt erst die Ehe mit Teodosia eingeht, dann aber der schweren Verletzung nicht erliegt. Rafael heiratet gleichzeitig Leocadia, und am Schluss können die zwei Ehepaare gerade noch verhindern, dass sich die Väter von Marco Antonio einer-, Rafael und Teodosia andererseits ein Duell auf Leben und Tod liefern.

## Inhaltsangabe
Verfolgung des Marco Antonio durch die Titelfiguren
Die als Mann verkleidete, vermögende Edeldame Teodosia steigt in einer Herberge in Castilblanco ab. Das einzige freie Zimmer ist ein Doppelzimmer, das für sich nimmt. Allerdings trifft kurze Zeit später ihr Bruder Rafael ein, der ebenfalls ein Zimmer braucht. „Das Ende vom Liede war, daß der erste Gast zwar sehr verärgert war, aber schließlich doch seine Tür öffnete. Der zweite bat höflich um Entschuldigung für die Unbill“ und nimmt Quartier in dem vollkommen dunklen Zimmer. Erst am folgenden Tag erkennen sich die Geschwister. Teodosia flucht, dass ihr acht Tage zuvor im Gegenzug für ein insgeheimes Ehegelöbnis (dokumentiert durch einen mit Namen gravierten Verlobungsring) von dem Nachbarssohn Marco Antonio die Unschuld geraubt worden ist. Zwei Tage danach verschwand Marco Antonio spurlos aus der einige Meilen von Osuna entfernten Heimatstadt der Geschwister. Nun hofft Teodosia den Marco Antonio in dessen Studienort Salamanca zu finden. Rafael, der von dort kommt, trübt diese Hoffnung. Während Teodosia, die in der beibehaltenen Männerkleidung als Teodoro firmiert, auf dem Zimmer bleibt, trifft Rafael im Hof der Herberge auf einen Bekannten, der berichtet, er habe Marco Antonio in Santa María auf einer Galeere gesehen, die nach Italien fahre. Rafael und Teodosia/Teodoro planen nun, Marco Antonio bei dessen Zwischenstopp in Barcelona abzufangen. Auf dem Weg treffen Rafael und Teodosia/Teodoro in einem Wäldchen zwei Meilen von Igualada entfernt auf vierzig ausgeraubte Reisende, an Bäume gefesselt. Unter den Ausgeraubten fällt Rafael und Teodosia/Teodoro ein vermeintlicher Jüngling namens Francisco ins Auge, der sie fortan begleitet und durch gestochene Ohrläppchen als Frau selbst entlarvt: Es handelt sich um Leocadia, die aus einer Ortschaft zwei Meilen entfernt von der ihren stammt. Marco Antonio hatte auch Leocadia/Francisco die Ehe versprochen, das Versprechen sogar schriftlich fixiert, Leocadia/Francisco aber vor der ersten Liebesnacht sitzen gelassen. Acht Tage nachdem Marco Antonio sie versetzt hat, hat Leocadia/Francisco nach eigenen Angaben Gerüchte vernommen, dass Marco Antonio eine gewisse Teodosia entführt habe. Teodosia/Teodoro hört sich die Ausführungen von Leocadia/Francisco an, gibt ihre eigene Identität aber nicht preis. Die drei Verfolger Marco Antonios reisen zusammen weiter, wobei die beiden eifersüchtigen, immer noch in Männerkleidung steckenden Frauen einander den Tod wünschen, während Rafael in Liebe zu Leocadia/Francisco entbrennt.
Verwundung des Marco Antonio und Doppelhochzeit.
In Barcelona angekommen, geraten die drei Verfolger in eine Meuterei der Galeerenbesatzung, mit der Marco Antonio gereist ist. Ebenso wie Rafael erkennen auch Teodosia/Teodoro und Leocadia/Francisco den kämpfenden Marco Antonio. „Und schon sprangen sie schnell und gewandt aus dem Sattel, zückten ihre Dolche und Degen und stürzten sich unerschrocken mitten ins Getümmel, bis sie bei Marco Antonio angelangt waren“, an dessen Seite sie gegen die Hafenwache kämpfen. Rafael folgt ihnen. Noch während der katalanische Edelmann Don Sancho de Cardona die Barceloneses zum Rückzug auffordert, trifft ein Stein den Marco Antonio, der dadurch schwer verletzt und, vermeintlich dem Tode nahe, auf Umwegen ins Domizil des Don Sancho de Cardona gebracht wird. „Leocadia faßte sofort den Entschluß, nun alles zu unternehmen, was ihr zur Wiederherstellung der Ehre notwendig erschien.“ Obwohl ihr die Räuber das Ehegelöbnis-Dokument geraubt hatten, fordert sie von Marco Antonio: „erkennt mich als eure rechtmäßige Gattin an und wartet nicht erst, bis ihr von Gerichts wegen gezwungen werdet, zu tun, was Eure Vernunft Euch eindringlich genug raten muß.“ Marco Antonio jedoch gesteht vor den Augen der von ihm noch unerkannten Teodosia/Teodoro, dass er Teodosia „mein Herz und meine Seele“ geschenkt habe: „Meine Leidenschaft zu Euch war ein flüchtiges Getändel, und der Preis, den ich dabei errang, nur ein paar vergängliche Blüten, deren Verlust eurer Ehre keinen Abbruch tut. Teodosia jedoch schenkte mir das höchste Gut“, nachdem er sich mit ihr verlobt hatte. Dass er dann vor beiden Frauen floh, schiebt Marco Antonio auf die „Unbesonnenheit meiner jungen Jahre“. Teodosia offenbart sich als die angeblich Geliebtere, Leocadia verlässt erschüttert die Szene, Rafael setzt ihr nach und offenbart ihr seine Liebe. Leocadia bekundet, dass es sie „Überwindung“ koste, die Verbindung mit Rafael einzugehen, willigt aber resigniert („Nun, wohlan denn“) in die Ehe mit ihm ein. Wider Erwarten erholt sich der schwer verletzte und frisch verheiratete Marco Antonio rasch, kann vierzehn Tage später wieder aufstehen. Die beiden Paare gehen auf Pilgerfahrt nach Santiago und von dort in die Heimat, wo sie gerade noch rechtzeitig kommen, ein Duell auf Leben und Tod zwischen dem Vater des Marco Antonio Adorno einerseits, dem Vater von Teodosia und Rafael de Villavicencio andererseits zu verhindern: Der alte Villavicencio hatte den alten Adorno beschuldigt, ein Mitwisser Marco Antonios zu sein. Nun aber richtet der alte Adorno das Hochzeitsfest für beide Ehepaare aus.

## Textanalyse
Bei Las dos doncellas handelt es sich um eine auktorial erzählte Kurzgeschichte nach italienischem Vorbild. Die erzählte Zeit beginnt in einer Dezembernacht. Orte der Handlung sind Castilblanco, ein Wäldchen bei Igualada, Barcelona und die Gegend um Osuna.

### Themen
Liebe und Leidenschaft
Die Novelle schildert eindringlich, „wie die sogenannten Pfeile Cupidos verwunden können“ und „daß die Liebe eine Macht ist, die der Vernunft unweigerlich Gewalt antut“: Die beiden Mädchen Leocadia und Teodosia gerieten in ihre missliche Lage, „weil sie einst so schrankenlos ihrer verliebten Sehnsucht nachgaben“, und aus ihrer heraus, weil sie sich entschlossen, in Männertracht die Situation selbst zu bereinigen.
Ehre und Ansehen
Innerhalb der damals herrschenden Sozialstrukturen hängen Ehre und Ansehen einer Frau wesentlich von ihrem Familienstand ab: Ähnlich wie in der Cervantes-Novelle La fuerza de la sangre ist eine Frau vermeintlich dringend zu verheiraten, wenn sie in einem Sexualakt „das höchste Gut“ verloren hat. Und ähnlich wie die Figur der Halima in der Cervantes-Novelle El amante liberal heiratet Leocadia lieber mit „Überwindung“ einen ungeliebten Mann als gar keinen.

### Figuren
Hauptfiguren
- Teodoro/Teodosia de Villavicencio: Sie ist „mit seltenen Verstandesgaben gesegnet“,[29] schön und liebreizend[11] und alles in allem „ein Wunder an Schönheit und Klugheit“.[30]
- Rafael de Villavicencio: Er ist Teodosias Bruder, studiert ebenso wie Marco Antonio an der Universität von Salamanca und besitzt „nicht weniger Anmut, Kraft und edle Haltung als seine Schwester Schönheit und Liebreiz“.[11]
- Francisco/Leocadia de Cárdenas: Die etwa 16-Jährige[15] Leocadia besitzt „seltene Klugheit“,[31] und ist „eines der schönsten Mädchen Andalusiens“,[32] das „alle Augen auf sich zieht“.[15]
- Marco Antonio Adorno: Er ist von stattlicher Gestalt und scharfem Geist,[33] etwa 22 Jahre alt, gewandt und tapfer im Kampf.[18]

Namentlich genannte Nebenfiguren
- Calvete: ein Maultiertreiber und treuer Diener Rafaels, der den Geschwistern Rafael und Teodosia/Teodoro hilft.
- Sancho de Cardona: ein katalanischer Edelmann, dessen Verwandter die Galeeren befehligt, mit denen Marco Antonio gereist ist.[25]
- Sancho de Cárdenas, Leocadias Vater.
- Leonardo Adorno, Vater des Marco Antonio.

## Nachwirkung
Francis Beaumont und John Fletcher adaptierten die Novelle durch ihr Theaterstück Love's Pilgrimage. Die Tragikomödie Les deux pucelles von Jean Rotrou adaptiert ebenfalls die Novelle.

## Deutschsprachige Textausgaben
- Miguel de Cervantes Saavedra: Die beiden Mädchen. In: Miguel de Cervantes Saavedra: Meistererzählungen: Die Beispielhaften Novellen. (=detebe-Klassiker. Band 22527). Aus dem Spanischen von Gerda von Uslar. Diogenes, Zürich 1993.  ISBN 3-257-22527-X. S. 489–542.
- Miguel de Cervantes Saavedra: Die beiden Mädchen. In: Miguel de Cervantes Saavedra: Sämtliche Erzählungen. Aus dem Spanischen von Gerda von Uslar. Anaconda, Köln 2016. ISBN 978-3-7306-0330-7. S. 489–542.